# Brian MacPhie
Brian MacPhie, né le 11 mai 1972 à San José en Californie, est un joueur de tennis professionnel américain. Il a consacré la majorité de sa carrière au double.

## Palmarès

### Titres en double (7)
| No | Date       | Nom et lieu du tournoi                         | Catégorie    | Dotation  | Surface    | Partenaire     | Finalistes                         | Score            |          |
| -- | ---------- | ---------------------------------------------- | ------------ | --------- | ---------- | -------------- | ---------------------------------- | ---------------- | -------- |
| 1  | 10-02-1997 | Sybase Open San José                           | World Series | 303 000 $ | Dur (int.) | Gary Muller    | Mark Knowles Daniel Nestor         | 4-6, 7-6, 7-5    |          |
| 2  | 28-02-2000 | Citrix Tennis Championships Delray Beach       | Int' Series  | 325 000 $ | Dur (ext.) | Nenad Zimonjić | Joshua Eagle Andrew Florent        | 7-5, 6-4         | Parcours |
| 3  | 26-02-2001 | Sybase Open Presented by Pacific Bell San José | Int' Series  | 375 000 $ | Dur (int.) | Mark Knowles   | Jan-Michael Gambill Jonathan Stark | 6-3, 7-64        | Parcours |
| 4  | 13-08-2001 | RCA Championships Indianapolis                 | Series Gold  | 700 000 $ | Dur (ext.) | Mark Knowles   | Mahesh Bhupathi Sébastien Lareau   | 7-65, 5-7, 6-4   | Parcours |
| 5  | 18-02-2002 | Kroger St. Jude Memphis                        | Series Gold  | 700 000 $ | Dur (int.) | Nenad Zimonjić | Bob Bryan Mike Bryan               | 6-3, 3-6, [10-4] | Parcours |
| 6  | 01-03-2004 | Franklin Templeton Tennis Classic Scottsdale   | Int' Series  | 355 000 $ | Dur (ext.) | Rick Leach     | Jeff Coetzee Chris Haggard         | 6-3, 6-1         | Parcours |
| 7  | 25-07-2005 | Mercedes-Benz Cup Los Angeles                  | Int' Series  | 355 000 $ | Dur (ext.) | Rick Leach     | Jonathan Erlich Andy Ram           | 6-3, 6-4         | Parcours |

### Finales en double (13)
| No | Date       | Nom et lieu du tournoi                                    | Catégorie    | Dotation    | Surface      | Vainqueurs                           | Partenaire       | Score            |          |
| -- | ---------- | --------------------------------------------------------- | ------------ | ----------- | ------------ | ------------------------------------ | ---------------- | ---------------- | -------- |
| 1  | 11-04-1994 | US Men's Clay Court Championship Birmingham (AL)          | World Series | 288 750 $   | Terre (ext.) | Richey Reneberg Christo van Rensburg | David Witt       | 2-6, 6-3, 6-2    |          |
| 2  | 01-08-1994 | Los Angeles Open Los Angeles                              | World Series | 288 750 $   | Dur (ext.)   | John Fitzgerald Mark Woodforde       | Scott Davis      | 4-6, 6-2, 6-0    |          |
| 3  | 24-07-1995 | Canadian Open Montréal                                    | Super 9      | 1 545 000 $ | Dur (ext.)   | Ievgueni Kafelnikov Andreï Olhovskiy | Sandon Stolle    | 6-2, 6-2         |          |
| 4  | 11-03-1996 | Newsweek Champions Cup Indian Wells                       | Super 9      | 2 200 000 $ | Dur (ext.)   | Todd Woodbridge Mark Woodforde       | Michael Tebbutt  | 1-6, 6-2, 6-2    | Parcours |
| 5  | 12-04-1999 | Japan Open Tennis Championships Tokyo                     | Series Gold  | 600 000 $   | Dur (ext.)   | Jeff Tarango Daniel Vacek            | Wayne Black      | 4-3, ab.         | Parcours |
| 6  | 03-05-1999 | Citrix Tennis Championships Delray Beach                  | Int' Series  | 245 000 $   | Terre (ext.) | Max Mirnyi Nenad Zimonjić            | Doug Flach       | 7-63, 3-6, 6-3   |          |
| 7  | 26-07-1999 | Mercedes-Benz Cup Los Angeles                             | Int' Series  | 325 000 $   | Dur (ext.)   | Byron Black Wayne Ferreira           | Goran Ivanišević | 6-2, 7-64        |          |
| 8  | 17-06-2002 | Ordina Open Bois-le-Duc                                   | Int' Series  | 356 000 $   | Gazon (ext.) | Martin Damm Cyril Suk                | Paul Haarhuis    | 7-66, 66-7, 6-4  |          |
| 9  | 28-04-2003 | CAM Open Comunidad Valenciana presented by Onofre Valence | Int' Series  | 375 000 $   | Terre (ext.) | Lucas Arnold Ker Mariano Hood        | Nenad Zimonjić   | 6-1, 67-7, 6-4   | Parcours |
| 10 | 09-02-2004 | Siebel Open San José                                      | Int' Series  | 355 000 $   | Dur (int.)   | James Blake Mardy Fish               | Rick Leach       | 6-2, 7-5         | Parcours |
| 11 | 12-04-2004 | US Men's Clay Court Championship Houston                  | Int' Series  | 355 000 $   | Terre (ext.) | James Blake Mardy Fish               | Rick Leach       | 6-3, 6-4         | Parcours |
| 12 | 14-06-2004 | Nottingham Open by The Sunday Telegraph Nottingham        | Int' Series  | 355 000 $   | Gazon (ext.) | Paul Hanley Todd Woodbridge          | Rick Leach       | 6-4, 6-3         | Parcours |
| 13 | 27-09-2004 | Heineken Open Shanghai                                    | Int' Series  | 355 000 $   | Dur (ext.)   | Jared Palmer Pavel Vízner            | Rick Leach       | 4-6, 7-64, 7-611 | Parcours |

## Parcours dans les tournois duGrand Chelem

### En simple
| Année | Open d'Australie | Open d'Australie | Internationaux de France | Internationaux de France | Wimbledon      | Wimbledon   | US Open | US Open |
| ----- | ---------------- | ---------------- | ------------------------ | ------------------------ | -------------- | ----------- | ------- | ------- |
| 1994  | 1er tour (1/64)  | R. Reneberg      | —                        | —                        | —              | —           | —       | —       |
| 1995  | 1er tour (1/64)  | M. Larsson       | —                        | —                        | —              | —           | —       | —       |
| 1996  | 2e tour (1/32)   | B. Steven        | —                        | —                        | —              | —           | —       | —       |
| 1997  | —                | —                | —                        | —                        | —              | —           | —       | —       |
| 1998  | 1er tour (1/64)  | M. Rosset        | —                        | —                        | 2e tour (1/32) | S. Grosjean | —       | —       |

N.B. : à droite du résultat se trouve le nom de l'ultime adversaire.

### En double
| Année | Open d'Australie               | Open d'Australie       | Internationaux de France     | Internationaux de France   | Wimbledon                    | Wimbledon                  | US Open                       | US Open                  |
| ----- | ------------------------------ | ---------------------- | ---------------------------- | -------------------------- | ---------------------------- | -------------------------- | ----------------------------- | ------------------------ |
| 1989  | —                              | —                      | —                            | —                          | —                            | —                          | 1er tour (1/32) C. Lothringer | P. Korda T. Šmíd         |
| 1990  | —                              | —                      | —                            | —                          | —                            | —                          | —                             | —                        |
| 1991  | —                              | —                      | —                            | —                          | —                            | —                          | —                             | —                        |
| 1992  | —                              | —                      | —                            | —                          | —                            | —                          | 1er tour (1/32) D. Dilucia    | H. J. Davids L. Pimek    |
| 1993  | —                              | —                      | —                            | —                          | 1/8 de finale D. Dilucia     | P. McEnroe J. Stark        | 1/4 de finale M. Lucena       | S. Lareau L. Paes        |
| 1994  | 2e tour (1/16) M. Briggs       | D. Adams A. Olhovskiy  | 1er tour (1/32) B. Shelton   | E. Ferreira M. Keil        | 1er tour (1/32) S. Melville  | E. Ferreira M. Keil        | 2e tour (1/16) D. Witt        | J. Eltingh P. Haarhuis   |
| 1995  | 2e tour (1/16) S. Davis        | J. Eltingh P. Haarhuis | 1/8 de finale S. Lareau      | T. Ho B. Steven            | 2e tour (1/16) S. Lareau     | B. Black J. Stark          | 1er tour (1/32) D. Pate       | P. Albano J. A. Conde    |
| 1996  | 1er tour (1/32) M. Lucena      | J. Frana N. Pereira    | 1er tour (1/32) M. Tebbutt   | M. Philippoussis P. Rafter | 1/4 de finale M. Tebbutt     | B. Black G. Connell        | 2e tour (1/16) M. Tebbutt     | M. Keil M. Lucena        |
| 1997  | 1er tour (1/32) B. Hansen-Dent | M. Damm A. Olhovskiy   | 1er tour (1/32) G. Muller    | M. Philippoussis P. Rafter | 2e tour (1/16) G. Muller     | T. Woodbridge M. Woodforde | 2e tour (1/16) J. Salzenstein | J.-L. de Jager R. Koenig |
| 1998  | 1/4 de finale J. Gimelstob     | M. Bhupathi L. Paes    | 1er tour (1/32) J. Gimelstob | J. Björkman P. Rafter      | 1/4 de finale J. Gimelstob   | W. Black S. Lareau         | 2e tour (1/16) P. McEnroe     | J. Björkman P. Rafter    |
| 1999  | 1er tour (1/32) J. Gimelstob   | N. Kulti M. Tillström  | 1er tour (1/32) D. Flach     | M. Knowles D. Nestor       | 2e tour (1/16) J. Tarango    | B. Cowan W. Whitehouse     | 1/8 de finale N. Zimonjić     | A. Olhovskiy D. Prinosil |
| 2000  | 1er tour (1/32) P. Galbraith   | L. Hewitt S. Stolle    | 1er tour (1/32) P. Galbraith | B. Bryan M. Bryan          | 2e tour (1/16) P. Galbraith  | W. Arthurs B. Ellwood      | 2e tour (1/16) P. Galbraith   | P. Haarhuis S. Stolle    |
| 2001  | 2e tour (1/16) M. Knowles      | B. Black D. Prinosil   | 1/8 de finale M. Knowles     | J. Björkman T. Woodbridge  | 1/8 de finale M. Knowles     | E. Ferreira R. Leach       | 1/4 de finale M. Knowles      | P. Haarhuis S. Schalken  |
| 2002  | 2e tour (1/16) N. Zimonjić     | L. Friedl R. Štěpánek  | 2e tour (1/16) R. Leach      | F. Čermák O. Fukárek       | 1/8 de finale N. Zimonjić    | A. Florent D. Macpherson   | 1/8 de finale N. Zimonjić     | M. Knowles D. Nestor     |
| 2003  | 2e tour (1/16) E. Ferreira     | D. Bowen A. Fisher     | 2e tour (1/16) R. Leach      | L. Paes D. Rikl            | 2e tour (1/16) R. Leach      | W. Arthurs P. Hanley       | 2e tour (1/16) R. Leach       | W. Arthurs P. Hanley     |
| 2004  | 1er tour (1/32) J.-M. Gambill  | G. Etlis M. Rodríguez  | 2e tour (1/16) R. Leach      | M. Knowles D. Nestor       | 1/8 de finale R. Leach       | J. Björkman T. Woodbridge  | 1er tour (1/32) R. Leach      | N. Davydenko A. Fisher   |
| 2005  | 2e tour (1/16) R. Leach        | S. Aspelin T. Perry    | 1er tour (1/32) R. Ginepri   | F. Čermák L. Friedl        | 1er tour (1/32) J. Gimelstob | C. Suk P. Vízner           | —                             | —                        |

N.B. : le nom du ou de la partenaire se trouve sous le résultat ; le nom des ultimes adversaires se trouve à droite.

## Participation aux Masters

### En double
| Année | Ville     | Surface  | Partenaire   | Résultats | Résultat final |
| ----- | --------- | -------- | ------------ | --------- | -------------- |
| 2001  | Bangalore | Dur ext. | Mark Knowles | 2v, 2d    | Demi-finaliste |